# Condado de Simpson (Mississippi)
O Condado de Simpson é um dos 82 condados do estado norte-americano do Mississippi. A sede de condado é Mendenhall, e a sua maior cidade é Magee.
O condado tem uma área de 1531 km² (dos quais 5 km² estão cobertos por água), uma população de 27 639 habitantes, e uma densidade populacional de 8 hab/km² (segundo o censo nacional de 2000). O condado foi fundado em 1824 e recebeu o seu nome em homenagem a Josiah Simpson, juiz.

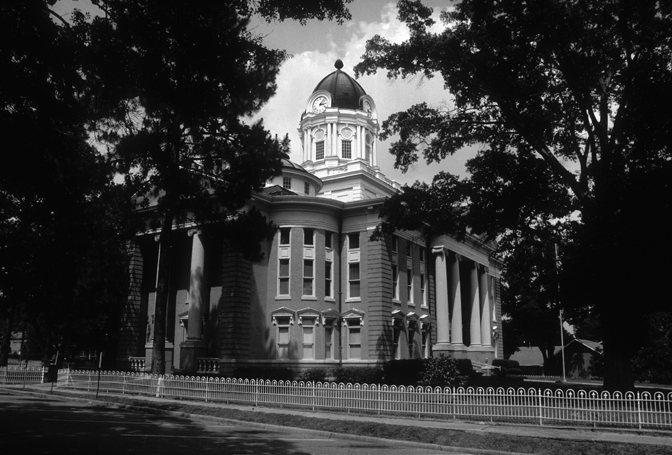
Tribunal do condado de Simpson em Quitman, Mississippi